# Prosaptia vomaensis
Prosaptia vomaensis är en stensöteväxtart som först beskrevs av Garth Brownlie och fick sitt nu gällande namn av Barbara S. Parris.
Prosaptia vomaensis ingår i släktet Prosaptia och familjen Polypodiaceae. Inga underarter finns listade i Catalogue of Life.